# Cemil Gülbaş
Cemil Gülbaş (nascut el 1980) és un jugador d'escacs turc, que té el títol de Mestre Internacional des de 2009. Fou el campió turc d'escacs de 2018.
Gülbaş va obtenir el títol de Mestre Internacional (IM) de la FIDE el 2009. Va guanyar el Campionat de Turquia d'escacs de 2018, celebrat a Antalya.